# Rhinecanthus verrucosus
Rhinecanthus verrucosus es una especie de peces de la familia Balistidae en el orden de los Tetraodontiformes.

## Morfología
Pueden llegar alcanzar los 23 cm de longitud total.

## Distribución geográfica
Se encuentra desde Chagos hasta las  costas de Indonesia, las Islas Salomón, Japón y Vanuatu.